# Bipasha Basu
Bipasha Basu (Nuova Delhi, 7 gennaio 1979) è un'attrice e modella indiana.

## Carriera
Da piccola ha vissuto a Kolkata e, dopo aver vinto un concorso di bellezza nel 1996, è andata a New York per fare la modella. In questi anni diventa testimonial per le campagne pubblicitarie di Levi's, Reebok, Samsung ed altre aziende, oltre ad apparire sulle copertine dell'edizione indiana di Elle, Cosmopolitan, Marie Claire e Vogue.
Ha fatto il suo debutto a Bollywood nel 2001, con il film Ajnabee, con Akshay Kumar, Bobby Deol e Kareena Kapoor: grazie a questa interpretazione ha vinto Filmfare Award per la miglior attrice debuttante.
In seguito ha recitato anche in alcuni video musicali e fatto una comparsata speciale in Om Shanti Om.
Basu è una sostenitrice della forma fisica. Oltre ai film, ha pubblicato un DVD di fitness chiamato love yourself che è anche il suo motto ama te stessa.

## Filmografia

### Cinema
- Sauda Khara Khara, regia di Avtar Kishan Gautam - cortometraggio (1999)
- Ajnabee, regia di Abbas Alibhai Burmawalla e Mastan Alibhai Burmawalla (2001)

- Choron Ka Chor, regia di Jayant Paranji (2002)
- Takkari Donga, regia di Jayant Paranji (2002)
- Raaz, regia di Vikram Bhatt (2002)
- Aankhen, regia di Vipul Amrutlal Shah (2002)
- Mere Yaar Ki Shaadi Hai, regia di Sanjay Gadhvi (2002)
- Chor Machaaye Shor, regia di David Dhawan (2002)
- Gunaah, regia di Amol Shetge (2002)
- Tujhe Meri Kasam, regia di Vijay K. Bhaskar (2003)
- Jism, regia di Amit Saxena (2003)
- Footpath, regia di Vikram Bhatt (2003)
- Zameen, regia di Rohit Shetty (2003)
- Ishq Hai Tumse, regia di G. Krishna (2004)
- Aetbaar, regia di Vikram Bhatt (2004)
- Rudraksh, regia di Mani Shankar (2004)
- Rakht, regia di Mahesh Manjrekar (2004)
- Madhoshi, regia di Tanveer Khan (2004)
- Chehraa, regia di Saurabh Shukla (2005)
- Sachein, regia di John Mahendran (2005)
- Viruddh... Family Comes First, regia di Mahesh Manjrekar (2005)
- A Sublime Love Story: Barsaat, regia di Suneel Darshan (2005)
- No Entry, regia di Anees Bazmee (2005)
- Apaharan, regia di Prakash Jha (2005)
- Shikhar, regia di John Mathew Matthan (2005)
- Hum Ko Deewana Kar Gaye, regia di Raj Kanwar (2006)
- Darna Zaroori Hai, regia collettiva (2006)
- Phir Hera Pheri, regia di Neeraj Vora (2006)
- Alag, regia di Ashu Trikha (2006)
- Corporate, regia di Madhur Bhandarkar (2006)
- Omkara, regia di Vishal Bhardwaj (2006)
- Jaane Hoga Kya, regia di Ankush, Glen Barreto e Glenn (2006)
- Dhoom 2, regia di Sanjay Gadhvi (2006)
- Nehlle Pe Dehlla, regia di Ajay Chandhok (2007)
- No Smoking...! (No Smoking), regia di Anurag Kashyap (2007)
- Dhan Dhana Dhan Goal, regia di Vivek Agnihotri (2007)
- Un truffatore in famiglia (Race), regia di Abbas Alibhai Burmawalla e Mastan Alibhai Burmawalla (2008)
- Bachna Ae Haseeno, regia di Siddharth Anand (2008)
- Un incontro voluto dal cielo (Rab Ne Bana Di Jodi), regia di Aditya Chopra (2008)
- Aa Dekhen Zara, regia di Jehangir Surti (2009)
- Shob Charitro Kalponik, regia di Rituparno Ghosh (2009)
- All the Best: Fun Begins, regia di Rohit Shetty (2009)
- Pankh, regia di Sudipto Chattopadhyay (2010)
- Lamhaa: The Untold Story of Kashmir, regia di Rahul Dholakia (2010)
- Aakrosh, regia di Priyadarshan (2010)
- Dum Maaro Dum, regia di Rohan Sippy (2011)
- Players, regia di Abbas Alibhai Burmawalla e Mastan Alibhai Burmawalla (2012)
- Jodi Breakers, regia di Ashwini Chaudhary (2012)
- Raaz 3: The Third Dimension, regia di Vikram Bhatt (2012)
- Mr Fraud, regia di Abbas Alibhai Burmawalla e Mastan Alibhai Burmawalla (2012)
- Race 2, regia di Abbas Alibhai Burmawalla e Mastan Alibhai Burmawalla (2013)
- Aatma, regia di Suparn Verma (2013)
- Humshakals, regia di Sajid Khan (2014)
- Most Welcome 2, regia di Ananta Jalil (2014)
- Creature, regia di Vikram Bhatt (2014)
- Alone, regia di Bhushan Patel (2015)
- The Lovers, regia di Roland Joffé (2015)

## Agenzie
- Ford Models - New York